# Musikjahr 1598
Liste der Musikjahre

◄◄ | ◄ | 1594 | 1595 | 1596 | 1597 | Musikjahr 1598 | 1599 | 1600 | 1601 | 1602 | ► | ►►

Weitere Ereignisse
Dieser Artikel behandelt das Musikjahr 1598.

## Ereignisse
- Frühjahr: Die erste Oper der Musikgeschichte, La Dafne von Jacopo Peri und Jacopo Corsi auf ein Libretto von Ottavio Rinuccini wird im Hause von Jacopo Corsi in Florenz uraufgeführt.[1]
- Pedro Bermúdez, der nach langer Reise über den Atlantik 1597 in Cuzco eintraf, wo er das Amt des Kapellmeisters übernahm, reist nach nur sieben Wochen weiter und kommt 1598 in Santiago de Guatemala (heute Antigua Guatemala) an. Hier lässt er sich nieder, betreut die Musik der Kathedrale und komponiert den Großteil seines erhaltenen Werkes.
- Giovanni Cavaccio ist von 1581 bis 1598 als Lehrer an der Kathedrale von Bergamo tätig.
- Scipione Dentice kehrt um 1598 in seine Heimatstadt Neapel zurück.
- John Dowland wirkt von 1598 bis 1606 als Lautenist am Hof König Christians IV. von Dänemark.
- Christian Erbach komponiert sein Votum nuptiale zur Hochzeit seines Mäzens Markus Fugger der Jüngere (1564–1614) mit Maria Salome von Königsegg am 16. November 1598.
- Johannes de Fossa, der nach dem Tod von Orlando di Lasso 1594 zum Kapellmeister der Münchner Hofkapelle wird, muss zwischen 1596 und 1598 wegen Zahlungsverzugs des Hofs mehrmals vorstellig werden.
- Valentin Haussmann ist mit seinen 1598 gedruckten, orchestralen Tanzsätzen der erste eigentliche Instrumentalkomponist in Deutschland.
- Luca Marenzio, der sich im Jahr 1596 am Hof König Sigismunds von Polen in Warschau aufhielt, wirkt 1598 in Venedig.
- Giovanni Maria Nanino, der am 28. Oktober 1577 nach bestandener Aufnahmeprüfung als Tenor in den Chor der renommierten päpstlichen Kapelle, der Cappella Pontificia, aufgenommen worden war, wird 1598 zum ersten Mal durch die päpstlichen Sängerkollegen zum Kapellmeister gewählt.
- Antonio Patard wird 1598 erstmals als Trompeter der italienischen Kapelle am Hof von König Sigismund III. in Warschau erwähnt.
- Jakob Regnart, der im November 1596 nach Prag zurückkehrte und dort, unter der Leitung von Philippe de Monte, die Stellung des Vizekapellmeisters bekam, erhält dort ab 1. Januar 1598 ein Jahresgehalt von 20 Gulden.
- Francesco Rasi kommt 1598 an den Hof von Herzog Vincenzo I. Gonzaga in Mantua, in dessen Diensten er bis zu seinem Lebensende bleibt.
- Matthieu Reimann gibt 1598 in Leipzig die Noctes musicae in französischer Tabulatur heraus.
- Thomas Weelkes ist von 1598 bis etwa 1601 Organist am Winchester College und erhält in Oxford den Grad eines Bachelor of Music.
- John Wilbye ist seit 1598 Musiker im Haus des Grafen Thomes Kytson und seiner Familie auf Schloss Hengrave Hall in Suffolk. Hier lebt und arbeitet er bis 1628.

## Instrumental- und Vokalmusik (Auswahl)
- Gregor Aichinger – Tricinia Mariana zu drei Stimmen, Innsbruck: Johannes Agricola (Sammlung von Antiphonen, Hymnen, Magnificats und Litaneien)
- Felice Anerio – Madrigale zu drei Stimmen, Venedig: Giacomo Vincenti
- Giovanni Artusi – erstes Buch der Canzonettas zu vier Stimmen, Venedig: Giacomo Vincenti
- Giammateo Asola
  - Introitus in dominicis diebus totius anni... zu vier Stimmen, Venedig: Ricciardo Amadino
  - In omnibus totius anni solemnitatibus Introitus et Alleluia ad Missalis Romani formam ordinati..., Venedig: Ricciardo Amadino
  - Completorium romanum primus et secundus chorus, Venedig: Ricciardo Amadino (Musik für das Komplet, enthält ein Alma Redemptoris Mater und ein Ave Regina caelorum)
- Adriano Banchieri – Psalmen zu fünf Stimmen, Venedig: Ricciardo Amadino (enthält Werke für die Vesper für das gesamte Jahr)
- Giovanni Bassano – Motetti per concerti ecclesiastici zu fünf, sechs, sieben, acht und zwölf Stimmen, Venedig: Giacomo Vincenti
- Luca Bati – II secondo libro de Madrigali 5 voci, Venedig (enthält 21 Madrigale von Bati und eines von Piero Strozzi)
- Giulio Belli – Psalmi ad vesperas in totius anni solemnitatibus zu fünf Stimmen, Venedig: Ricciardo Amadino (Vesper-Psalmen für das ganze Jahr, enthält auch zwei Magnificats und ein Te Deum)
- Michael Cavendish – Ayres in Tabletorie
- Scipione Dentice – drittes Buch der Madrigale zu fünf Stimmen, Neapel: Giovanni Giacomo Carlino & Antonio Pace
- Johannes Eccard
  - Epithalamion (Wer rechte Freud wil habn) zu fünf Stimmen, Königsberg: Georg Osterberger (Hochzeitslied)
  - Der CXXVIII Psalm, zu hochzeitlichen Ehren (Selig ist der gepreiset) zu fünf Stimmen, Königsberg: Georg Osterberger (Hochzeitslied)
  - Braudt Lied (Gott selber hat auss höchstem Rath) zu vier Stimmen, Königsberg: Georg Osterberger (Hochzeitslied)
- Giles Farnaby – [20] Canzonets to Fowre Voyces with a Song of Eight Parts, London: Peter Short (mit einem lateinischen Widmungsgedicht von Anthony Holborne)
- Giovanni Giacomo Gastoldi
  - Il terzo libro de madrigali a 5 voci, Venedig, (Libretto von Ricciardo Amadino, Francesco Gonzaga gewidmet)
  - Il primo libro della musica a 2 voci, Mailand
  - Ballettmusik zu Gioco della Cieca rappresentato alla regina di Spagna, zu Il pastor fido von Guarini
- Bartholomäus Gesius – Der Lobgesang Mariae (Meine Seel erhebt den Herren, Herr Gott dich loben wir) und andere geistliche Lieder zu fünf Stimmen, Frankfurt an der Oder: Andreas Eichorn (enthält auch eine Neujahrsmotette zu acht Stimmen)
- Géry de Ghersem – Messe Ave virgo sanctissima zu sieben Stimmen, Madrid (eine kunstvolle Kanon-Messe über eine Motette von Francisco Guerrero, einziges im Druck erschienenes Werk)
- Claude Le Jeune – Dodecachorde zu zwei bis sieben Stimmen, La Rochelle: Hierosme Haultin (enthält zwölf Psalmen)
- Luzzasco Luzzaschi – erstes Buch der Motetten zu fünf Stimmen, Venedig: Angelo Gardano
- Luca Marenzio – achtes Buch der Madrigale zu fünf Stimmen, Venedig: Angelo Gardano
- Tiburtio Massaino – Tertius liber missarum zu fünf Stimmen, Venedig: Ricciardo Amadino
- Claudio Merulo – Toccate d’Intavolatura d’Organo, Buch 1, Rom: Simone Verovio
- Philippe de Monte – Il decimonono libro delli madrigali zu fünf Stimmen, Venedig: Angelo Gardano
- Thomas Morley – De floridi virtuosi d'Italia, London
- Peter Philips – Zweites Madrigalbuch zu acht Stimmen, Antwerpen: Pierre Phalèse

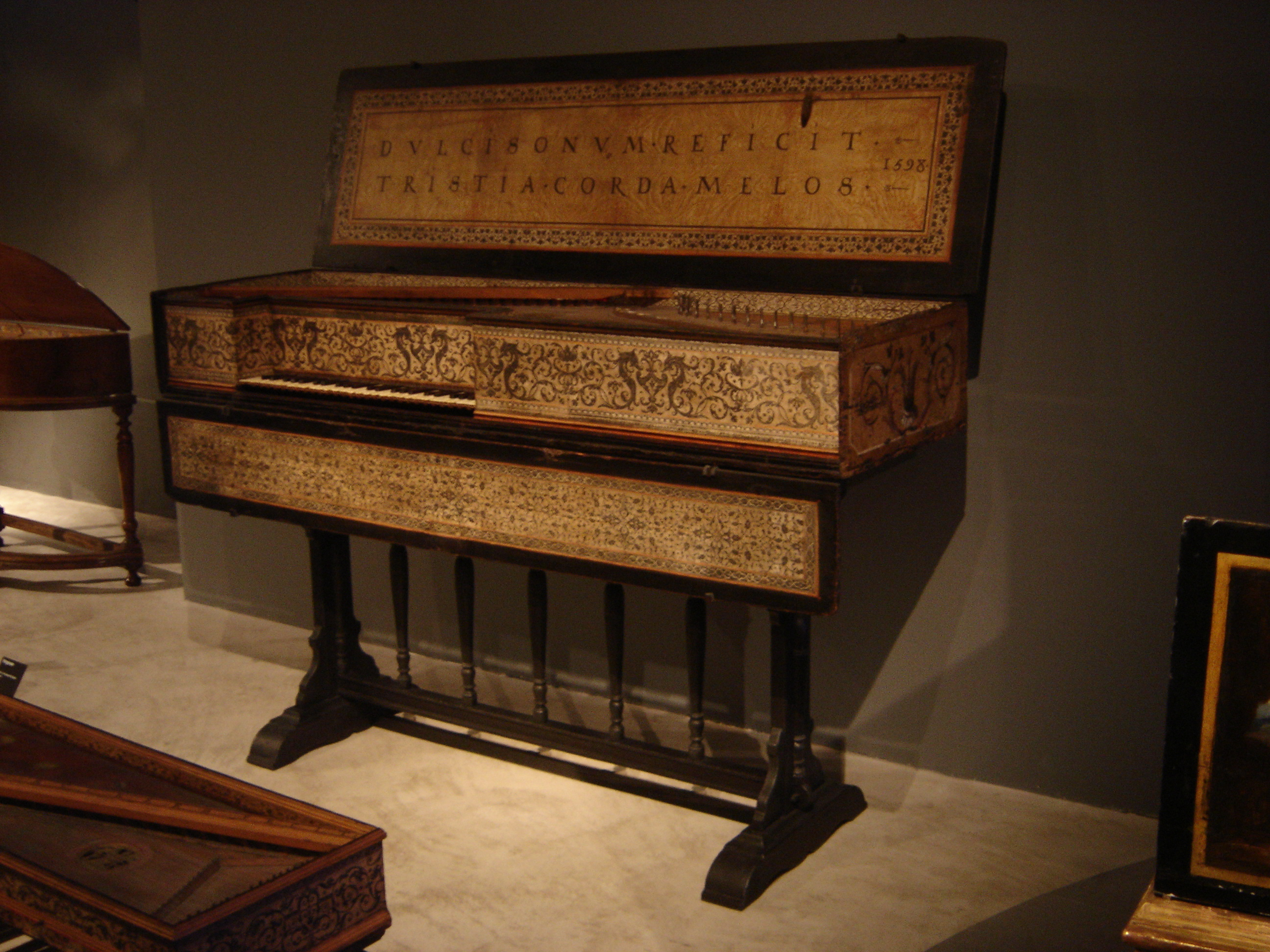
Virginal von Hans und Johannes Ruckers, Anvers 1598 – Paris, Musée de la Musique

- Matthieu Reimann – Noctes musicae, Leipzig
- Philippe Rogier – Missa Inclina Domine aurem tuam zu sechs Stimmen, nach einer Vorlage von Cristóbal de Morales, in: Sammlung Missae sex Philippi Rogerii atrebatensis […], Madrid
- Franz Sales
  - Patrocinium musices. In natalem domini Jesu Christi […] mutetum quinque vocum & missa ad eius imitationem composita, München
  - Dialogismus 8. vocum de amore Christi sponsi, Prag
  - Oratio ad Sanctissima Beatam Virginem Mariam […] zu sechs Stimmen, Prag
  - Canzonette, vilanelle et neapolitane, per cantar’ et sonare con il liuto et altri simili istromenti zu drei Stimmen, Prag
- Riccardo Rognoni – Il primo libro della musica a due voci, Mailand
- Lambert de Sayve – 2 Chansons, in: Sammlung Amorum filii Dei von J. Lindemann, Erfurt
- Joannes Tollius
  - Chi non ha forza o cuore zu fünf Stimmen, in: Sammlung Laudi amore. Madrigali […] di diversi eccellenti musici di Padova, Venedig
  - Pargoletta che scherzi zu vier Stimmen (unvollständig), in: Sammlung Madrigali de diversi […] raccolti da Gio. Maria Radino, Venedig
- Orfeo Vecchi
  - zweites Buch der Messen zu fünf Stimmen, Mailand: Simon Tini Erben & Giovanni Francesco Besozzi
  - zweites Buch der Motetten zu fünf Stimmen, Mailand: Simon Tini Erben & Giovanni Francesco Besozzi
  - drittes Buch der Motetten zu sechs Stimmen, Mailand: Simon Tini Erben & Giovanni Francesco Besozzi
- Thomas Weelkes – Balletts And Madrigals to five voyces
- John Wilbye – The First Set Of English Madrigals To 3. 4. 5. and 6. voices (30 Madrigale)

## Musiktheater
- Adriano Banchieri – La pazzia senile, zweites Buch, Venedig: Ricciardi Amadino (Madrigal-Komödie)
- Jacopo Peri (und Jacopo Corsi) – La Dafne, Libretto: Ottavio Rinuccini (Karneval 1598, Teile von Jacopo Corsi, größtenteils verschollen)

## Musiktheoretische Schriften
- Giovanni Artusi – L’arte del contraponto, Venedig

## Geboren

### Geburtsdatum gesichert

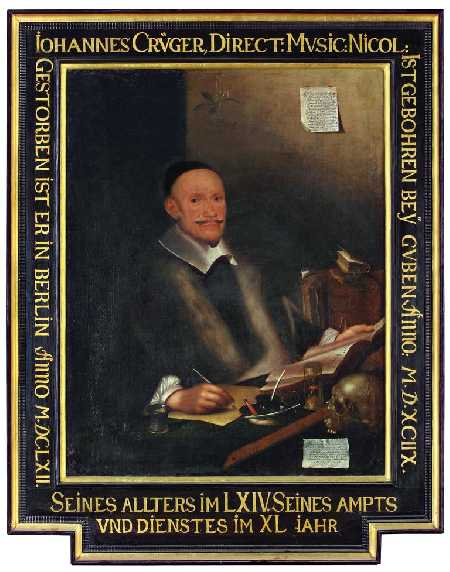
Johann Crüger; * 19. April

- 19. April: Johann Crüger, deutscher Komponist († 1662)
- 24. September: Giovanni Francesco Busenello, italienischer Librettist und Dichter († 1669)
- 28. November: Paul Rotenburger, deutscher Orgelbauer († 1661)

### Genaues Geburtsdatum unbekannt
- Giovanni Battista Fasolo, italienischer Organist, Kapellmeister und Komponist († vor 1680)
- Charles d’Helfer, französischer Komponist und Kapellmeister († 1661)
- Jan Vencálek, böhmischer Komponist († unbekannt)

### Geboren um 1598
- Charles Racquet, französischer Organist und Komponist († 1664)
- Luigi Rossi, italienischer Komponistk, Organist und Opernsänger († 1653)

## Gestorben

### Todesdatum gesichert

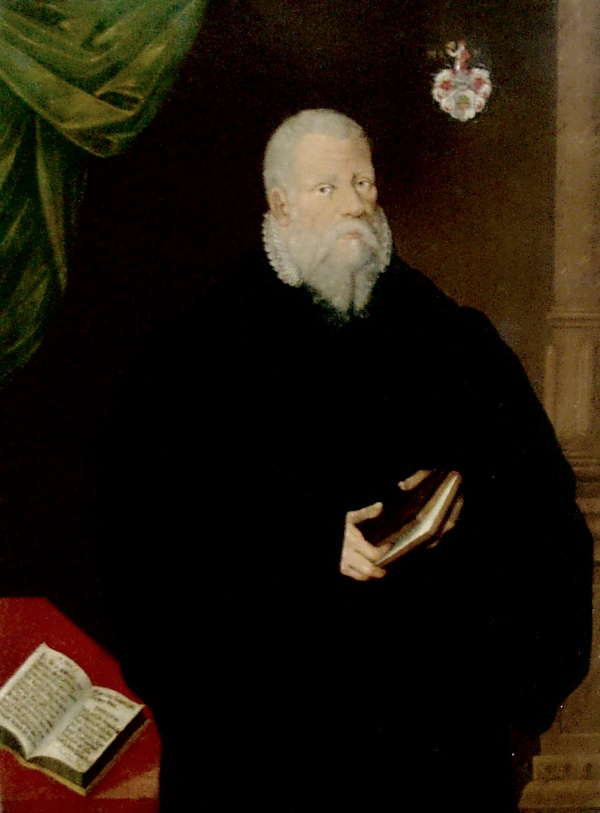
Ludwig Helmbold; † 8. April

- 08. April: Ludwig Helmbold, lutherischer Kirchenlieddichter (* 1532)
- 03. Mai: Anna Guarini, italienische Sängerin (* 1563)
- 11. September: Christoph Fischer, deutscher lutherischer Theologe und Kirchenlieddichter (* 1518)
- 00. Dezember: Giovanni Battista Dalla Gostena, italienischer Lautenist, Kapellmeister und Komponist (* unbekannt)
- 00. Dezember: Giovanni Andrea Dragoni, italienischer Kapellmeister und Komponist (* um 1540)

### Genaues Todesdatum unbekannt
- Adrian Le Roy, französischer Lautenist, Musikverleger und Komponist (* um 1520)
- Teodora Ginés, dominikanischer Musiker und Komponist (* 1530)

### Gestorben um 1598
- Johannes Flamingus, flämisch-deutscher Kapellmeister und Komponist (* unbekannt)
- Szymon Bar Jona Madelka, tschechischer Komponist (* um 1530)
- Rinaldo del Mel, franko-flämischer Komponist, Sänger und Kapellmeister (* um 1554)